# Max Kretzer
Max Kretzer (7. června 1854 Poznaň – 15. července 1941 v Berlín-Charlottenburg) byl německý spisovatel a dramatik.

## Životopis
Max se narodil jako druhý syn pronajímatele hotelu. Navštěvoval střední školu v Poznani a poté, co jeho otec přišel o celý svůj majetek ve snaze stát se živnostníkem jako hostinský, musel ve 13 letech školu ukončit. Rodina se přestěhovala do Berlína, kde v továrně na lampy pracoval Max mj. jako malíř porcelánu a nápisů. V roce 1878 vstoupil do SPD. Po pracovním úrazu r. 1879 začal intenzivně číst spisovatele Zolu, Dickense, Gustava Freytaga, kteří ho silně ovlivnili. Od vydání své první knihy v roce 1880 žil v Berlíně jako spisovatel na volné noze.
Nejprve publikoval krátké črty, poté dlouhou sérii románů, kterých se za jeho život prodalo asi milion výtisků. V té době to byl velký počet. Navzdory tomuto úspěchu byl často sužován chudobou.
Max Kretzer byl považován za jednoho z prvních představitelů německého naturalismu. Jako jeden z prvních zavedl do německé literatury témata tovární práce, zbídačení nižší střední třídy v důsledku industrializace a dělnického hnutí. Zatímco jako autor měl zpočátku blízko k německé sociální demokracii, po přelomu století byla jeho tvorba ovlivněna myšlenkou „křesťanského socialismu“ a stále více nabývala charakteru zábavné literatury a drbů. Podle kontroverzního názoru měla některá Kretzerova díla antisemitské motivy. Ty prý pramenily z jeho křesťansko-sociálního učení, díky němuž byly slučitelné s nacionálním socialismem.
Během první světové války psal články pro Vossische Zeitung. Zemřel 15. července 1941 v Berlíně.

## Dílo
| Die beiden Genossen. Ein Roman aus dem Arbeiterleben. Kogge & Fritze, Berlin 1880. (Digitalisat der 2. verb. Aufl. Reißner, Leipzig 1887)                                | Warum? Roman. Pierson, Dresden/Leipzig 1900 |
| Sonderbare Schwärmer. Roman. 2 Bände. Kogge & Fritze, Berlin 1881 | Die Madonna vom Grunewald. List, Leipzig 1901 |
| Die Betrogenen. Berliner Sitten-Roman. 2 Bände. Kogge & Fritze, Berlin 1882. (Digitalisat der 2. Aufl. Pierson, Dresden/Leipzig 1901)                                    | Der wandernde Thaler. Eine Märchendichtung in fünf Akten Bloch, Berlin 1902 |
| Schwarzkittel oder die Geheimnisse des Lichthofes. Wahrheit und Dichtung aus den Arbeitsstätten einer großstädtischen Fabrik. Erzählung. Spamer, Leipzig 1882            | Magd und Knecht. Novelle. Eckstein, Berlin 1903 |
| Berliner Novellen und Sittenbilder. Costenoble, Jena 1883 — [Bd. 1. Polizeiberichte, 1883 – Bd. 2. Die Zweiseelenmenschen, 1883]                                         | Die Sphinx in Trauer. Roman. Fontane, Berlin 1903. (Digitalisat der Ausg. 1923) |
| Gesammelte Berliner Skizzen. Luckhardt, Berlin 1883 | Treibende Kräfte. Kronen-Verlag, Berlin 1903. (Digitalisat) |
| Die Verkommenen. Berliner Sittenroman. 2 Bände. Luckhardt, Berlin 1883. (Digitalisat Band 1)                                                                             | Familiensklaven. Roman. Continent, Berlin 1904 |
| Im Sturmwind des Socialismus. Erzählung aus großer Zeit. Luckhardt, Berlin 1884                                                                                          | Das Armband. Erzählung Continent, Berlin 1905 |
| Drei Weiber. Berliner Kultur- und Sittenroman. 2 Bände. Costenoble, Jena 1886. (Digitalisat Band 1)                                                                      | Der Mann ohne Gewissen. Franke, Berlin 1904 |
| Im Riesennest. Berliner Geschichten. Friedrich, Leipzig 1886. (Digitalisat der 2. Aufl. 1895)                                                                            | Was ist Ruhm? Eigen, Berlin-Charlottenburg 1905 |
| Im Sündenbabel. Berliner Novellen und Sittenbilder. Reißner, Leipzig 1886                                                                                                | Herbststurm. Erzählung. Eigen, Berlin-Charlottenburg 1906 |
| Bürgerlicher Tod. Drama in vier Akten. Pierson, Dresden/Leipzig 1888. (Digitalisat)                                                                                      | Das Kabarettferkel und andere neue Berliner Geschichten. Steinitz, Berlin 1907 |
| Meister Timpe, Berlin 1888 (Digitalisat und Volltext im Deutschen Textarchiv). 2. Auflage, Berlin 1895, digitalisiert von der Zentral- und Landesbibliothek Berlin, 2020 | Leo Lasso. Schauspiel in 4 Aufzügen. Bloch, Berlin 1907 |
| Ein verschlossener Mensch. Roman. 2 Bände. Reißner, Leipzig 1888. (Digitalisat der 3. Aufl. 1919)                                                                        | Söhne ihrer Väter. Roman. Hellmann, Jauer, Leipzig, Berlin 1907 |
| Das bunte Buch. Allerlei Geschichten. Pierson, Dresden/Leipzig 1889. (Digitalisat)                                                                                       | Das Hinterzimmer. Roman. Hellmann, Jauer, Leipzig, Berlin 1908 |
| Die Bergpredigt. Roman aus der Gegenwart. 2 Bände. Pierson, Dresden/Leipzig 1889                                                                                         | Mut zur Sünde, Hellmann, Leipzig/Glogau 1909 |
| Onkel Fifi. Berliner Sittenbild Steinitz, Berlin 1890 | Reue. Roman. Elischer, Leipzig 1910 |
| Gefärbtes Haar. Berliner Sittenbild. Pierson, Leipzig/Dresden 1891. | Waldemar Tempel. Elischer, Leipzig 1911. (Spätere Ausg. auch unter dem Titel In Frack und Arbeitsbluse)                                                                            |
| Der Millionenbauer. 2 Bände. Elischer, Leipzig 1891. (Digitalisat der Ausg. 1912)                                                                                        | Die blanken Knöpfe. Roman. Elischer, Leipzig 1912 |
| Der Millionenbauer. Volksstück in vier Auzügen. Reclam, Leipzig 1891. (Digitalisat)                                                                                      | Lebensbilder, Bonnier, Leipzig 1912. (Internet Archive) – enthält Blumenkorso, Leopold Saschi, Ein Stück Himmel, Meine Kusine Ada, Familie Strampel, Der Kobold vom Goldfischteich |
| Das Räthsel des Todes und andere Geschichten. Pierson, Leipzig/Dresden 1891. (Digitalisat)                                                                               | Das Mädchen aus der Fremde. Roman. Elischer, Leipzig 1913 |
| Irrlichter und Gespenster. Volksroman. Schriftenvertriebanstalt, Weimar 1893. (Digitalisat Band 1), (Band 2), (Band 3)                                                   | Steh auf und wandle, Leipzig 1913 |
| Der Baßgeiger. Das verhexte Buch. Zwei Berliner Geschichten. Reclam, Leipzig 1894                                                                                        | Gedichte. Reißner, Dresden 1914 |
| Die Buchhalterin. Pierson, Dresden/Leipzig 1894 | Der irrende Richter. Reißner, Dresden 1914 |
| Die gute Tochter. Cotta, Stuttgart 1895 | Die alten Kämpen. Berlin 1916 (Internet Archive) |
| Ein Unberühmter und andere Geschichten. Pierson, Dresden/Leipzig/Wien 1895. (Digitalisat)                                                                                | Berliner Geschichten. Herz, Berlin 1916 |
| Der Blinde. Maler Ulrich. Pierson, Dresden 1896 | Ignaz Serbynski. Eine polnische Geschichte. Hillger, Berlin 1918. |
| Das Gesicht Christi. Roman aus dem Ende des Jahrhunderts. Pierson, Dresden 1897                                                                                          | Der Nachtmensch, Berlin [u. a.] 1918 |
| Frau von Mitleid und andere Novellen. Steinitz, Berlin 1896 | Kreuz und Geißel. Soziale Auferstehungsgedichte und Zeitsatiren. Elischer, Leipzig 1919                                                                                            |
| Furcht vor dem Heim und andere Novellen. Berliner Geschichten. Schumann, Leipzig 1897                                                                                    | Was das Leben spinnt. Roman. Phönix-Verlag, Berlin 1919 |
| Berliner Skizzen. Duncker, Berlin 1898 | Wilder Champagner. Berliner Erinnerungen und Studien. Elischer, Leipzig 1919 |
| Der Sohn der Frau. Schauspiel in drei Aufzügen. Pierson, Dresden 1899 | Assessor Lankens Verlobung. Novellen. Phönix-Verlag, Berlin 1920 |
| Verbundene Augen. 2 Bände. Duncker, Berlin 1899. (Digitalisat Band 1), (Band 2)                                                                                          | Fidus Deutschling, Germanias Bastard. Dünnhaupt, Dessau 1921 |
| Großstadtmenschen. Neue Berliner Geschichten. Fischer & Franke, Berlin 1900.                                                                                             | Die Locke. Erszählungen. Mosaik-Verlag, Berlin 1922 |
| Der Holzhändler. Roman. Fischer & Franke, Berlin 1900. (Digitalisat Band 1), (Band 2)                                                                                    | Der Rückfall des Doktor Horatius. Rekord-Verlag, Leipzig 1935 |
| Die Kunst zu heirathen. Ein Possenspiel in 3 Acten. Fischer & Franke, Berlin 1900. (Digitalisat)                                                                         | Meister Timpe. Das Neue Berlin, Berlin 1949 |
| Die Verderberin. Schauspiel in 3 Aufzügen. Fischer & Franke, Berlin 1900                                                                                                 | |

### V češtině
- Záhada smrti – úvod František Sekanina, přeložila Karla Tavíková; in: 1000 nejkrásnějších novel... č. 82. Praha: J. R. Vilímek, 1915